# Valve Fiction
Valve Fiction（バルブ・フィクション）は、沖縄県を拠点に活動する日本の4人組オルタナティブ・ロックバンド。略称はバルブ。

## メンバー
- 栗尾隼太 （くりお はやた、1990年5月24日 - ) ボーカルとリズムギターを担当。東京出身。主に作詞担当。
- 仲真ジョシュア （なかま じょしゅあ、1991年11月5日 - ) リードギターとコーラスを担当。バンドリーダー。主に作曲担当。元Jack The Nicholson'sのベース。
- 多嘉良聖 （たから せいや、1991年10月14日 - ）ベース担当。
- 比嘉翔太 （ひが しょうた）ドラム担当

## 元メンバー
- 屋宜恒平 （やぎ こうへい、1991年11月4日 - ）ドラム担当。結成〜2017

## 作品

### 1st E.P. 「Diagram」 - OZNR-001 発売日 2014/12
1. Victoria's Secret
2. Another Side
3. ファンタジア
4. Blue Monday
5. ダンサブル＃

### 2nd Mini Album「Progress」 - OZNR-002 発売日2016/02
1. Long Way Home
2. Retarded
3. Have a Vice Day
4. P.L.S.
5. watch Over
6. Regret

### 会場限定Single「Visitor」- 配布日2017/02
1. Visitor

### 会場限定3-way split「PRIDE」- 配布日2017/09
1. ただ、空 (くう) / ケンゴリアンズ
2. Urban Replica/ The Hypes
3. Existence / Valve Fiction

### Digital Single「REM」- 発売日 2018/08
1. REM